# Markivka, Derajnea
Markivka (în ucraineană Марківка) este un sat în comuna Hatna din raionul Derajnea, regiunea Hmelnîțkîi, Ucraina.

## Demografie
Componența lingvistică a localității Markivka
     Ucraineană (100%)
Conform recensământului din 2001, toată populația localității Markivka era vorbitoare de ucraineană (100%).